# 格雷格·格里芬
格雷格·格里芬（英語：Greg Griffin，1952年9月6日—），美国NBA联盟前职业篮球运动员。他在1977年的NBA选秀中第4轮第71顺位被菲尼克斯太阳选中。